# Andy McKee
Andy McKee (Topeka, 4 aprile 1979) è un chitarrista fingerstyle statunitense.
Sotto contratto con la Candyrat Records, il suo stile musicale e le sue composizioni, spesso strumentali, gli hanno fatto raggiungere un notevole successo. Alla fine del 2006, una performance live della canzone Drifting è diventata un video di primo piano su YouTube e MySpace, realizzando oltre 55 milioni di visualizzazioni e diventando uno dei suoi migliori music-clip, insieme ad altri brani come Into The Ocean o Rylynn, che hanno raggiunto rispettivamente 10 e 29 milioni di visualizzazioni.

## Biografia
McKee prende per la prima volta in mano una chitarra all'età di 13 anni, suonando una Aria nylon string compratagli dal padre. Inizialmente non interessato alle lezioni di chitarra, viene convinto a continuare le lezioni dal cugino chitarrista, che per il suo 16º compleanno lo portò a vedere il chitarrista Preston Reed. McKee comprò una cassetta di videolezioni ed iniziò ad imparare tecniche musicali più complesse, finendo per abbandonare le lezioni e continuando da autodidatta.

### Nocturne(2001-2003)
Nel 2001, McKee pubblica in modo indipendente il suo primo album, Nocturne, stampato in solo 1000 copie, oggi praticamente introvabili. Nello stesso anno, si classifica terzo alla National Fingerstyle Guitar Competition a Winfield, Kansas. Nel 2003 McKee va a Taiwan con Jacques Stotzem, Isato Nakagawa e Masaaki Kishibe e ottiene il primo posto nella Miscellaneous Acoustic Instrument contest del Kansas State Fiddling and Picking Championships con una harpguitar Ron Spillers, acquistata da Stephen Bennett nel 2002. Lo strumento è stato utilizzato per la registrazione di alcune canzoni di Nocturne, come Into The Ocean e Gates Of Gnomeria.

### Dreamcatcher(2004)
Nel 2004, Andy pubblica il suo secondo lavoro intitolato Dreamcatcher. L'album include una cover di Africa dei Toto, ma anche The Friend I Never Met, una canzone scritta come omaggio al compianto Michael Hedges. Proprio grazie a quest'ultimo brano, McKee, insieme al bassista Michael Manring, con il quale aveva sin dall'inizio condiviso i palcoscenici nei suoi tour, arriva secondo nel Fingerstyle Guitar Competition del Canadian Guitar Festival. L'album verrà successivamente ripubblicato nel 2009 dall'etichetta di McKee, per effetto della notevole popolarità raggiunta su YouTube.

### Art Of Motion(2005-2006)
Il terzo disco di McKee, Art of Motion, viene pubblicato dalla CandyRat Records nel novembre 2005 e ottiene un notevole apprezzamento dai chitarristi acustici più rinomati come Don Ross, il quale è per altro nella sua stessa casa discografica. In questo disco compaiono molte delle canzoni che hanno reso McKee noto al pubblico di YouTube, incluse canzoni estratte dal precedente Dreamcatcher e Nocturne. Durante il boom di visualizzazioni dei video di Andy su YouTube (tra la fine del 2006 e l'inizio del 2007), Art of Motion raggiunge una notevole visibilità e un buon successo di vendite.

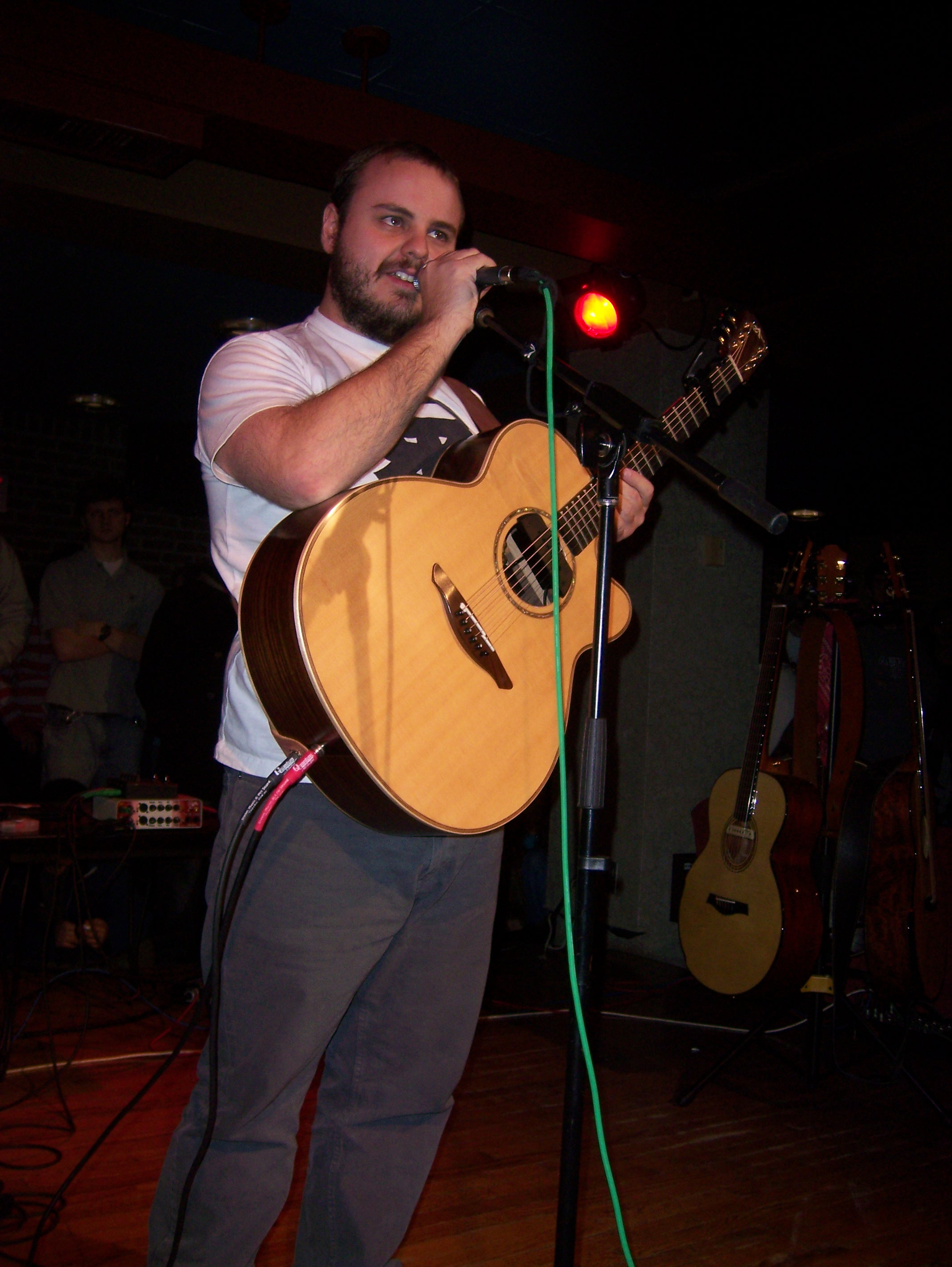
Andy McKee in concerto nel febbraio 2008

### The Gates Of Gnomeria(2007-2008)
Dopo un lungo tour (durato gran parte del 2007), McKee torna in studio per registrare il suo quarto CD, The Gates Of Gnomeria. L'album contiene sei nuove canzoni, una delle quali era già comparsa su YouTube (The Gates Of Gnomeria), insieme a due cover (I'll Be Over You dei Toto e Venus As A Girl di Björk). Successivamente trascorre la maggior parte del 2008 in un tour mondiale, suonando con altri artisti della Candyrat Records. Durante il tour propone sia l'album The Gates Of Gnomeria che l'album The Thing That Came From Somewhere, pubblicato lo stesso anno e nel quale suona con Don Ross. Sempre nel 2008 pubblica uno split DVD con il suo compagno di etichetta Antoine Dufour, con otto brani a testa; due di McKee derivano proprio da The Gates Of Gnomeria.

### Common Ground EPeJoyland(2009-2010)
Nell'ottobre del 2008 McKee annuncia una pausa dal suo vasto programma di tour, per dedicarsi al lavoro su materiale per il nuovo album, da realizzarsi nell'autunno del 2009. Nell'agosto 2009, pubblica un EP disponibile solo sugli store digitali intitolato Common Ground che comprende 3 tracce di cui le prime 2 sono riproposizioni di vecchie canzoni (Common Ground e When She Cries) mentre l'ultima è una cover di Masaaki Kishibe intitolata Hana (Flower).
Relativamente alla pubblicazione del nuovo album, Andy aveva elencato i suoi progetti per il 2009-2010 in una notizia sul suo blog a dicembre 2008:
(Andy McKee, da andymckee.com)
Dopo una lunga attesa, nel marzo del 2010, esce negli store fisici e digitali, il suo quinto album da solista intitolato Joyland, composto da un CD con 14 tracce inedite ed un DVD comprendente 75 minuti di video musicali, performance live e il making-of dell'album.

### Mythmaker EPeLive Book(2011-2017)
Dopo la pubblicazione di Joyland, McKee intraprende un lungo tour mondiale e nel 2014 pubblica sugli store digitali un EP di 4 canzoni intitolato Mythmaker in cui Andy, oltre a suonare la chitarra, sperimenta l'uso di tastiere e basso, da lui suonati. Il tour nel frattempo continua e, nel 2015, Andy arriva per la prima volta anche in Italia con 4 date a Bovisio Masciago, Bolzano, Merano e Firenze.
Agli inizi del 2016, Andy annuncia l'imminente uscita del suo primo album live intitolato Live Book, sotto l'etichetta discografica di Tommy Emmanuel. L'album esce ad aprile e contiene alcuni dei suoi più grandi successi insieme a 3 cover: la già nota Africa dei Toto, Because It's There di Michael Hedges e Tight Trite Night di Don Ross. Dopo l'uscita del live, torna in tour negli Stati Uniti mentre nel mese di ottobre si esibisce insieme a Tommy Emmanuel in ben 13 concerti in Italia, e a dicembre è in Inghilterra per 7 date.
Ad inizio 2017, annuncia di volersi prendere una piccola pausa dal lungo tour mondiale per dedicarsi maggiormente alla famiglia. Nonostante ciò comunica che sta lavorando su alcune nuove composizioni che finiranno nel suo nuovo album in uscita nell'anno in corso.

### Tour,SymbolePulse(2018-presente)
Nonostante l'annuncio di un nuovo album di inediti previsto per fine 2017, questo non esce ma continua invece l'esteso tour europeo e americano del chitarrista per i successivi 2 anni. A inizio 2020, a causa delle restrizioni imposte dalla pandemia di COVID-19, McKee annuncia una serie di concerti settimanali in streaming sulla sua pagina Facebook chiamati McKee Mondays, oltre ad offrire lezioni online tramite la piattaforma TrueFire. Nel giugno 2021, dopo aver tenuto a Nashville in Tennessee il primo show dall'inizio della pandemia, annuncia l'uscita prevista per settembre dello stesso anno di un nuovo EP intitolato Symbol, contenente 6 cover tra cui Ragamuffin di Michael Hedges (pubblicato anche come primo singolo nel luglio 2021).
Dopo l'uscita di Symbol e la ripresa regolare dei suoi concerti in giro per gli Stati Uniti, nel luglio 2022 annuncia l'arrivo di Pulse, un nuovo EP incentrato esclusivamente sulla meditazione, relax e concentrazione. L'EP, in uscita il 19 agosto, si discosta dallo stile caratteristico del chitarrista essendo stato composto e suonato tramite tastiere. Lo stesso McKee si è espresso così al riguardo: "Volevo creare nuova musica che non fosse troppo complicata nell'approccio e che non fosse impegnativa per l'ascoltatore. Voglio offrire qualcosa che sia accessibile istantaneamente".

## Influenze e strumentazione
Il suo stile è influenzato da chitarristi quali Michael Hedges (da lui stesso considerato la sua più grande influenza), Don Ross, Preston Reed, Billy McLaughlin, Pat Kirtley e Tommy Emmanuel . Di grande ispirazione per lui sono stati Eric Johnson, Dream Theater, Björk, Steve Lukather, Metallica, Joe Satriani, Iron Maiden, Pantera, Vince DiCola, Toto, Peter Gabriel, Imogen Heap, King Crimson e Primus. McKee ha iniziato ad ascoltare gruppi metal come i Dream Theater in giovane età.
Parlando della sua adolescenza, si descrive come un "pazzo metallaro", arrivando a suonare anche una canzone dei Metallica nello show della sua scuola superiore. Nonostante la sua carriera professionale sia basata sulla tecnica fingerstyle, il metal continua ad avere grande influenza su di lui.
Una parte integrante dello stile di McKee è l'uso di accordature aperte, spesso combinate con l'uso di un capotasto normale e/o da banjo.
Attualmente, McKee utilizza la seguente strumentazione:
- Chitarre Greenfield G4 e G2
- Harp Guitar Greenfield HG1.2
- Chitarre elettriche Ernie Ball Music Man modelli Steve Morse, Luke III e John Petrucci
- Corde Ernie Ball Everlast Coated Phosphor Bronze Acoustic Strings - Medium
- Capotasti Shubb
- Chitarra baritona Lance McCollum
- Harp Guitar Ron Spillers
- Pick-up K&K Sound (interni)
- Preamplificatore DTAR Solstice
- Riverbero T.C. Electronics
- Stand per chitarra König & Meyer Heli

## Discografia

### Album in studio
- 2001 - Nocturne
- 2004 - Dreamcatcher
- 2005 - Art Of Motion
- 2007 - The Gates Of Gnomeria
- 2008 - The Thing That Came From Somewhere (con Don Ross)
- 2010 - Joyland

### EP
- 2009 - Common Ground
- 2014 - Mythmaker
- 2021 - Symbol
- 2022 - Pulse

### Album dal vivo
- 2016 - Live Book

## Videografia
- 2007 - McKee Dufour - Live DVD (con Antoine Dufour)